# 小行星3155
小行星3155（3155 Lee）是一颗围绕太阳公转的小行星。1984年9月28日，布萊恩·A·史基夫在可可尼诺县发现了此天体。
該小行星以美國將領和教育家羅伯特·李命名。
这颗小行星的绝对星等为28.82426等。